# روش خوراک فرشته
روش خوراک فرشته (به انگلیسی: Angel Food Method) روش ویژه‌ای است که هیچ نوع چربی در آن به کار نمی‌رود و تنها عامل برآمدن کیک، سفیده تخم مرغ زده می‌باشد. کیک‌هایی که با این روش تهیه می‌شود بافت بسیار پوک و لطیفی دارد. 

## مراحل انجام کار
1. تمام مواد را از قبل دقیقاً اندازه گیری کنید. همه آن‌ها باید در دمای اتاق باشند. (20 درجه سانتیگراد) به منظور دستیابی به حجم بیشتر بهتر است سفیده تخم مرغ کمی گرم تر باشد.
2. آرد را با نیمی از شکر غربال کنید. این مرحله به شما کمک می‌کند تا آرد بهتر با سفیده تخم مرغ مخلوط شود.
3. کرم تارتار و نمک را به سفیده تخم مرغ بیفزایید و با شدت بزنید تا کف کند.
4. در حال هم زدن کم کم باقی‌مانده شکر را به آن اضافه کنید. آنقدر بزنید تا به حالت قله خمیده برسد. زیاده از حد نزنید تا سفت و خشک نشود.
5. مخلوط آرد را روی سفیده بریزید و به آرامی با دست زیر و رو کنید تا جذب یکدیگر شوند. (زیاد هم نزنید.)
6. خمیر را در قالب چرب نشده بریزید و بلافاصله در فر قرار دهید.[۱]